# Françoise Mbango Etone
Françoise Mbango Etone, kamerunsko-francoska atletinja, * 14. april 1976, Yaoundé, Kamerun.
Nastopila je na poletnih olimpijskih igrah v letih 2000, 2004 in 2008, v letih 2004 in 2008 je osvojila dva zaporedna naslova olimpijske prvakinje v troskoku. Na svetovnih prvenstvih je osvojila srebrni medalj v letih 2001 in 2003, na svetovnih dvoranskih prvenstvih pa prav tako srebrno medaljo leta 2003. Od leta 2010 je nastopala za Francijo.